# Antonin Marmontel
Pour les articles homonymes, voir Marmontel.
Ne doit pas être confondu avec Antoine François Marmontel.
Antonin Marmontel est un compositeur et pédagogue français né le 24 novembre 1850 à Paris et mort dans la même ville dans le 9e arrondissement le 23 juillet 1907. Il est le fils d'Antoine François Marmontel.